# Mahnmal für Dortmunder Zwangsarbeitende

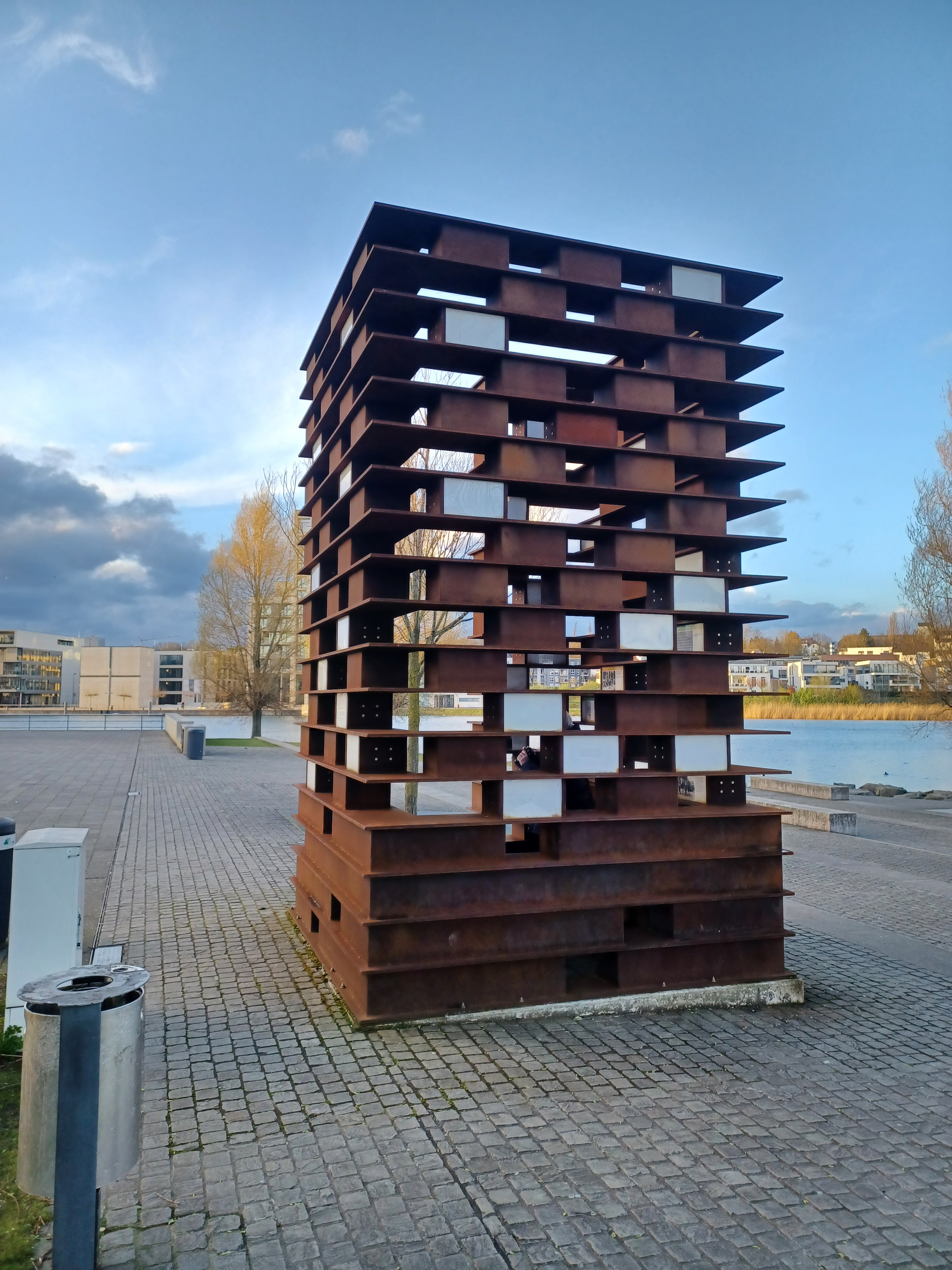
Mahnmal für Dortmunder Zwangsarbeitende

Das Mahnmal für Dortmunder Zwangsarbeitende befindet sich am Phoenix-See in Dortmund auf der dortigen Kulturinsel im Westen des Sees.
Es soll an die bis zu 80.000 ausländischen Zwangsarbeiter erinnern, die während des Zweiten Weltkriegs in der Industriestadt Dortmund ausgebeutet wurden. Rund ein Viertel dieser Männer und Frauen leisteten bei der Dortmund-Hörder Hüttenunion (DHHU) Zwangsarbeit. Auf dem Gelände dessen Werks Phoenix-Ost befindet sich heute ein See.
Die Idee für ein Denkmal geht auf die Vereinigung der Verfolgten des Naziregimes – Bund der Antifaschistinnen und Antifaschisten zurück. Der Rat der Stadt Dortmund beschloss 2014 die Errichtung. Der Entwurf unter dem Titel „Zwischen Licht und Schatten“ stammt von Pia Emde. Das Denkmal ist 4,5 m hoch und hat eine Grundfläche von 3 × 3 m. Es besteht aus horizontal geschichteten Blechen aus Cortenstahl, die auf Stahlboxen zum Turm gestapelt und verbunden sind. 
Zahlreiche thematische Informationstafeln, unter anderem mit den Titeln „Zwangsarbeit. Rassismus. Gewalt.“, „Kriegsgefangene“, „Westarbeiter*innen“, „Ostarbeiter*innen“, „Pol*innen“ oder „Häftlinge“, informieren im Inneren der Skulptur zur Geschichte dieser Menschen während des Krieges. Von außen sind die Informationen nicht zu sehen.
Die Kosten für das Denkmal lagen bei 200.000 Euro, sie wurden über das Budget der Kulturbetriebe finanziert. Die Sparkasse Dortmund und die DSW21 gaben jeweils 20.000 Euro. Das Denkmal wurde am 10. August 2020 von Oberbürgermeister Ullrich Sierau feierlich der Stadtgesellschaft übergeben.

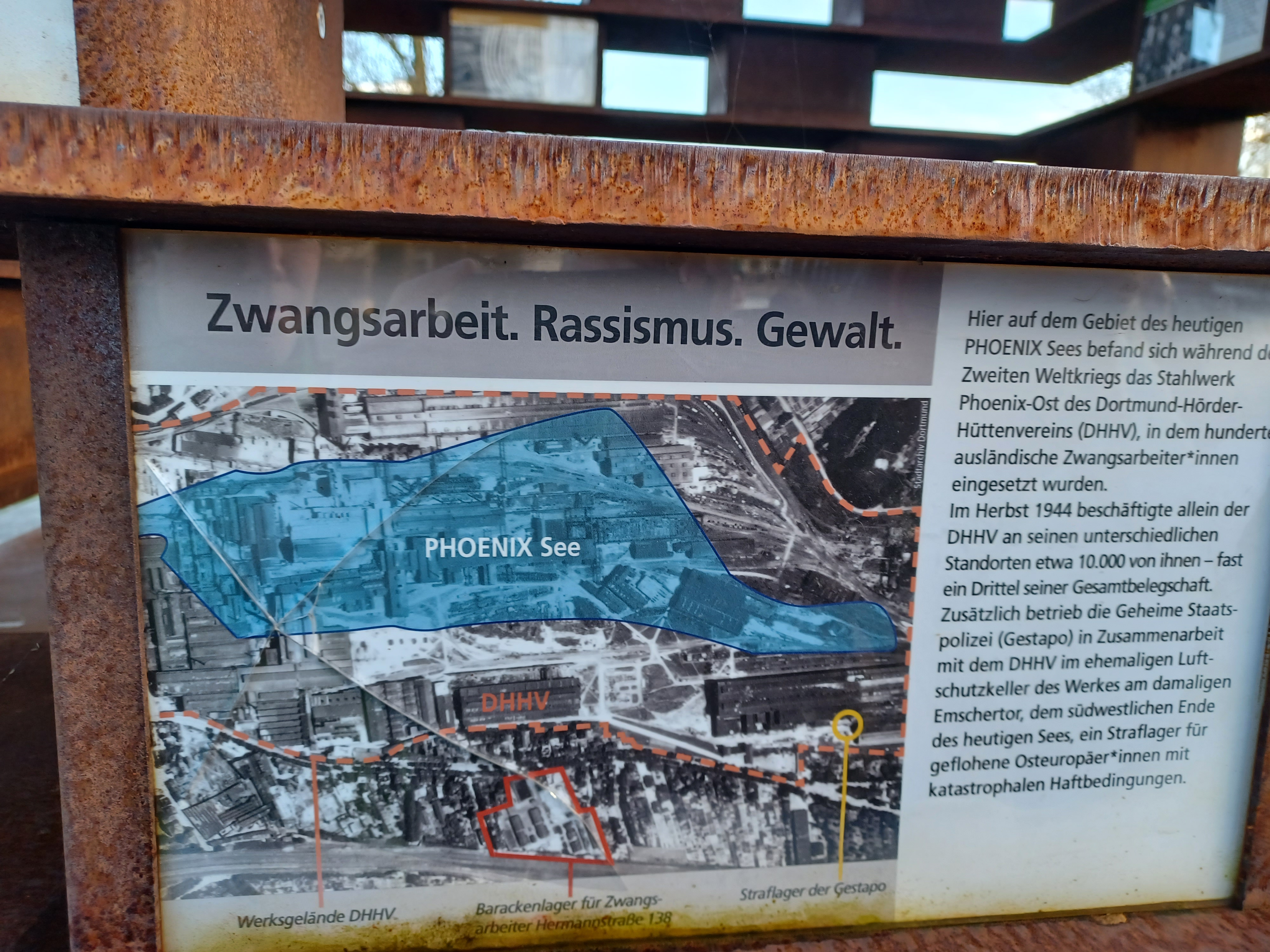
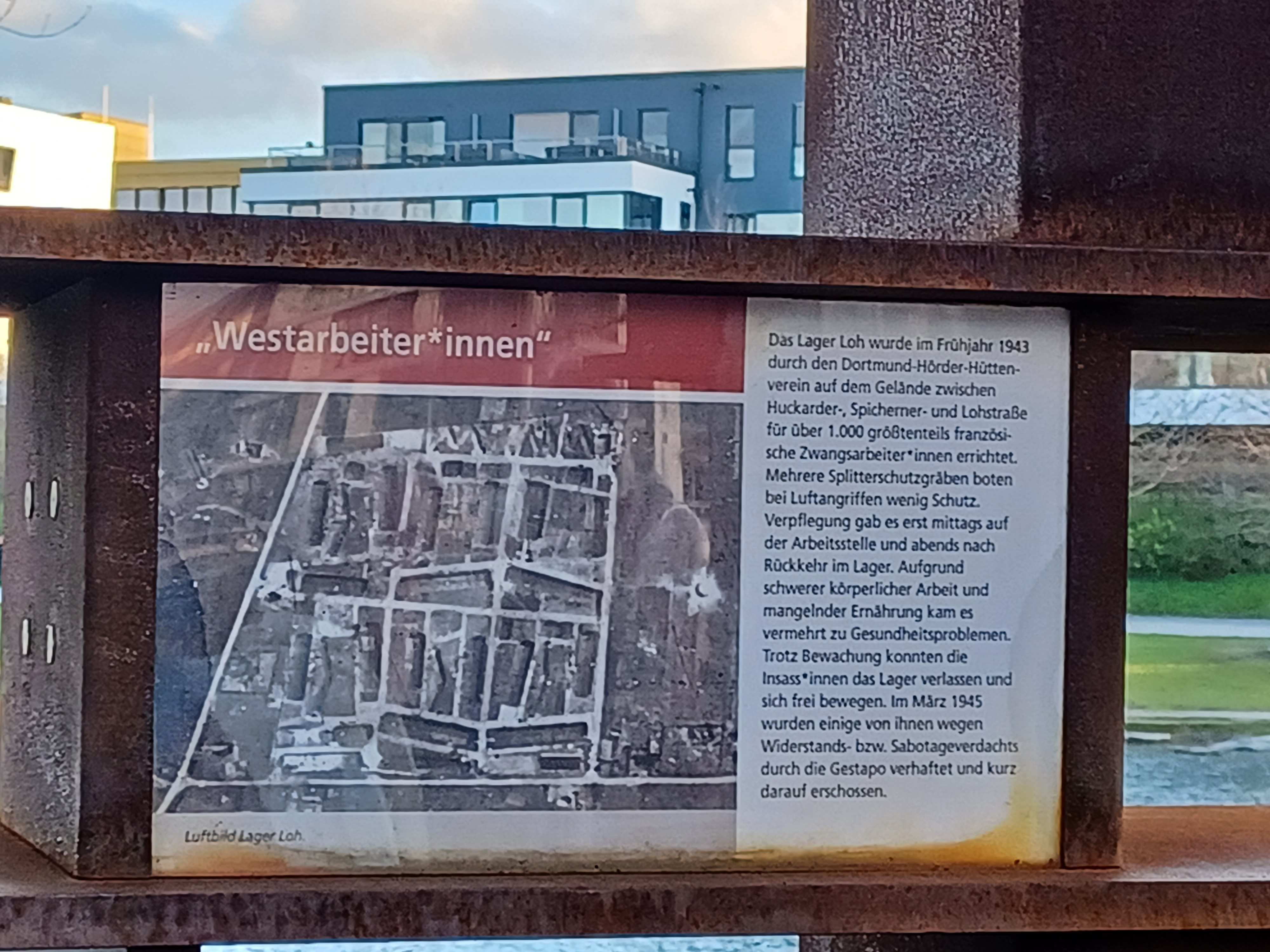
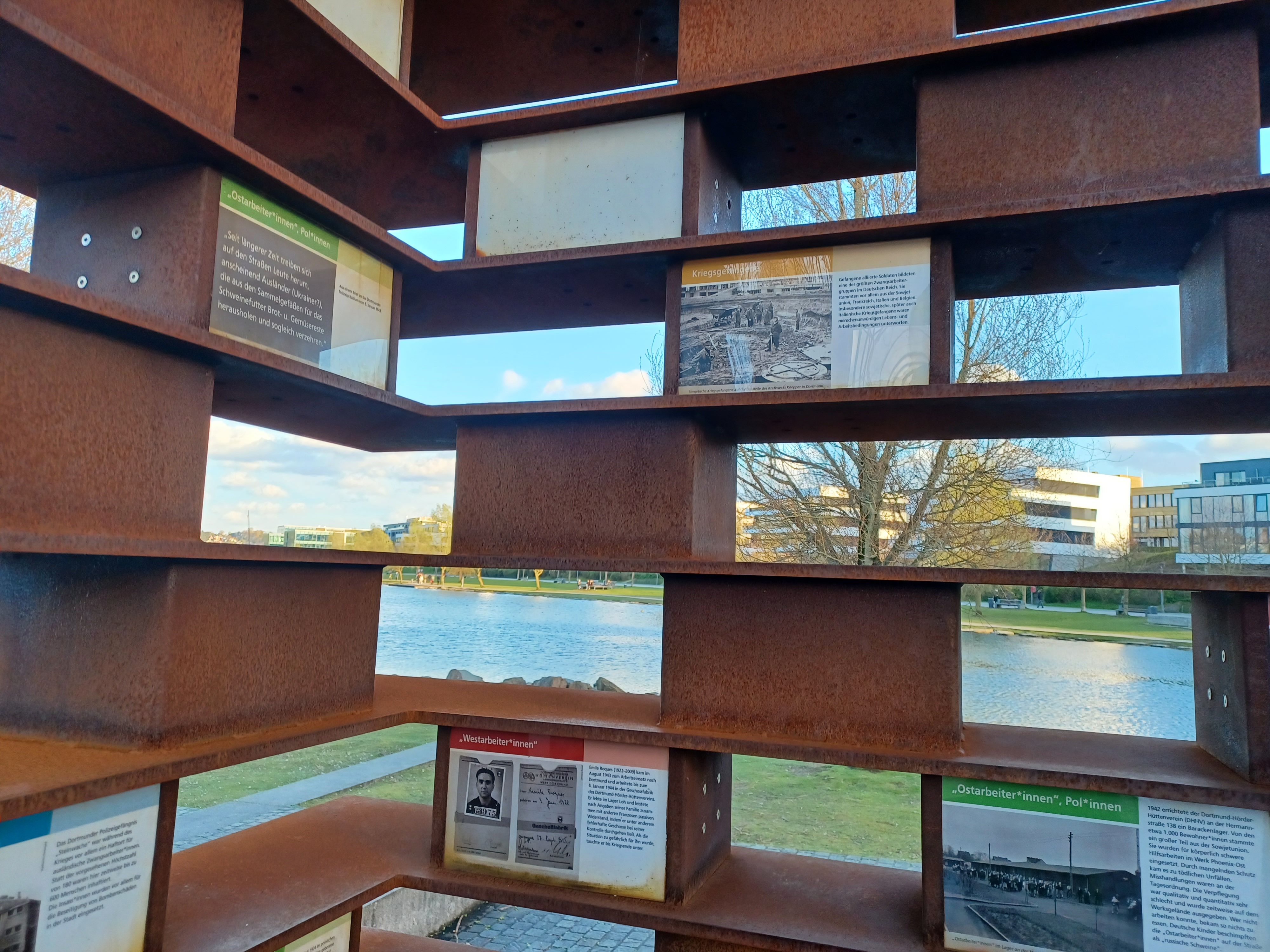
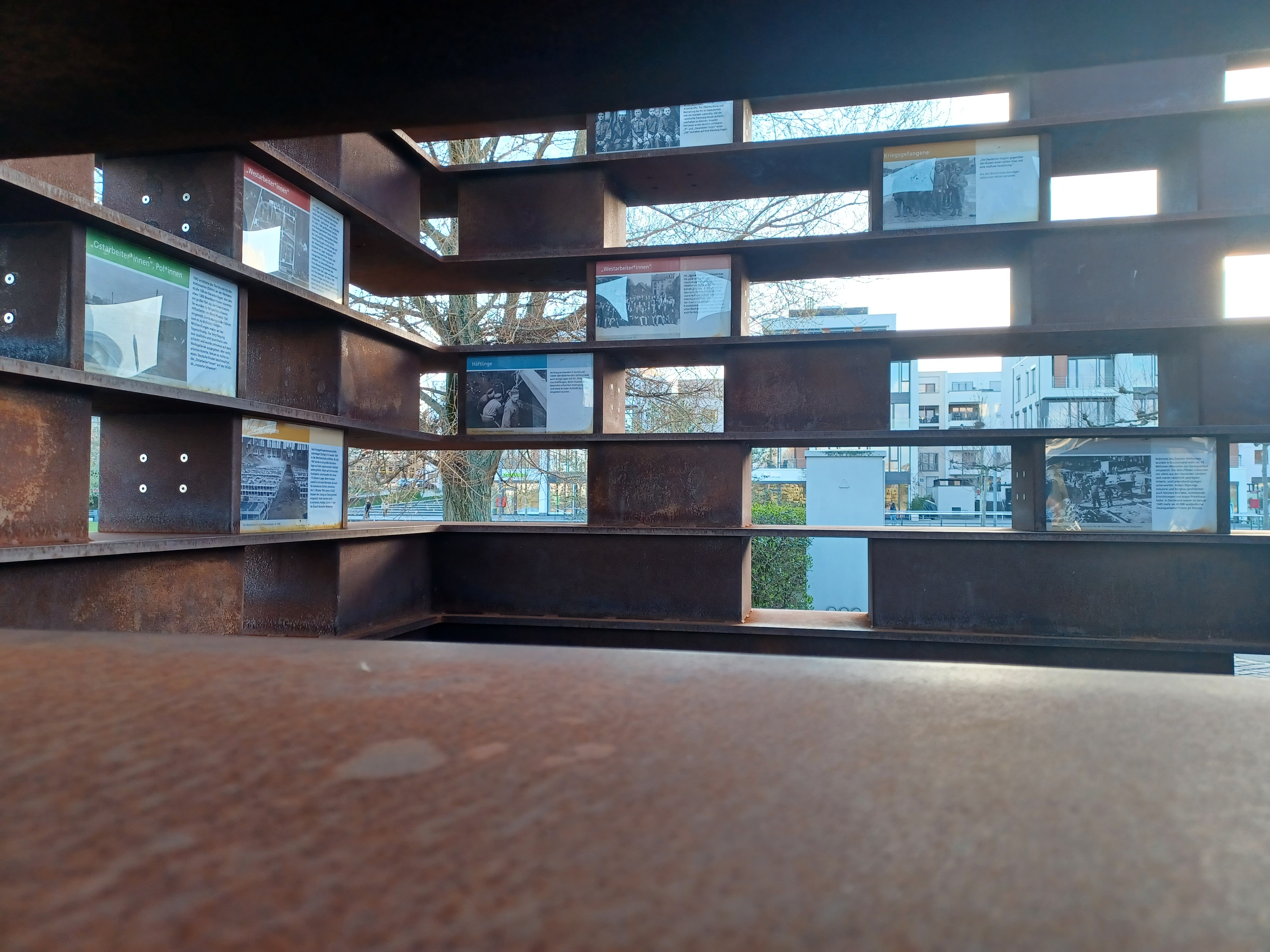
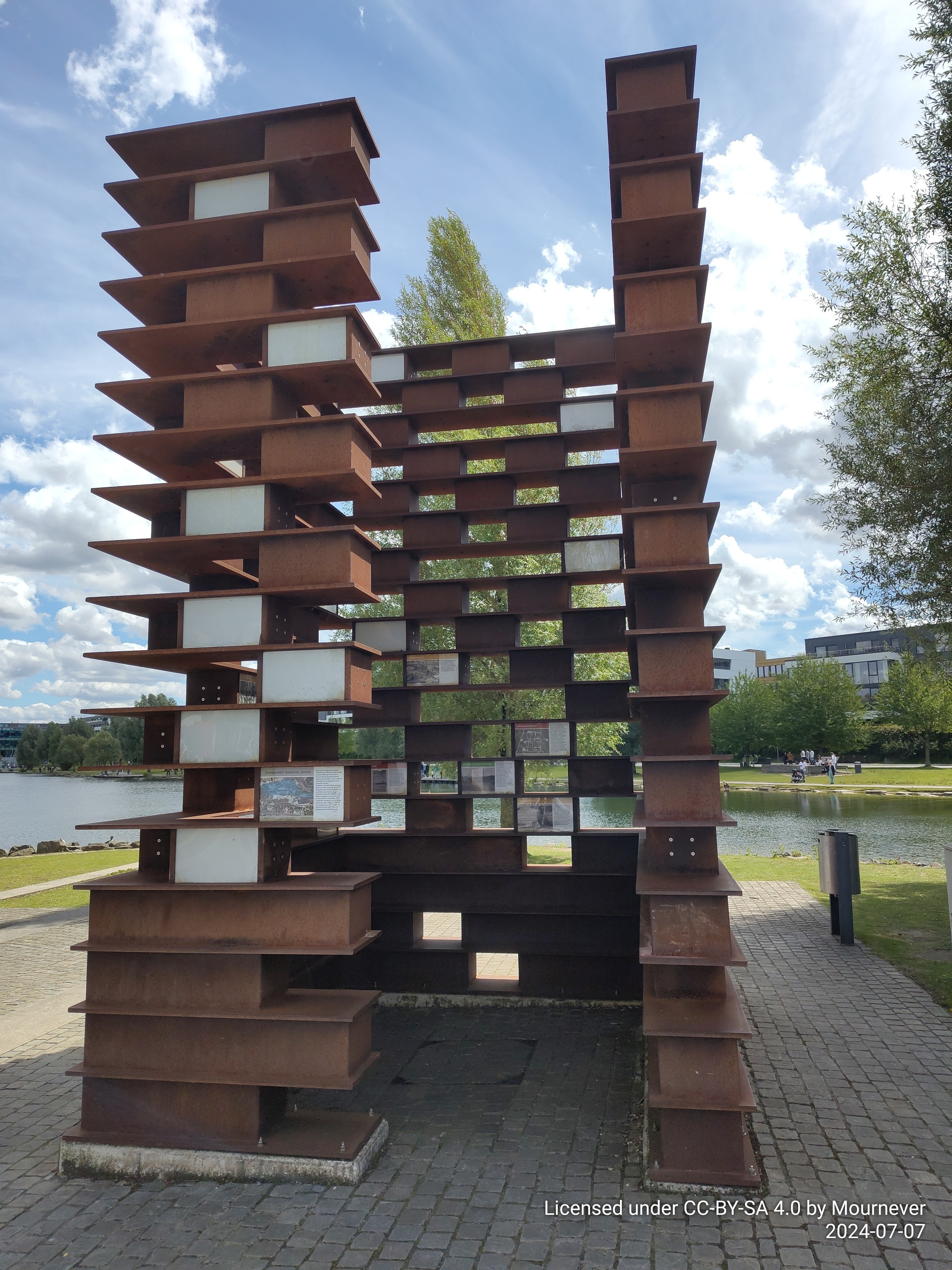